# Elizavetovca, Ungheni
Elizavetovca este un sat din componența comunei Zagarancea din raionul Ungheni, Republica Moldova.